# Xã Catawissa, Quận Columbia, Pennsylvania
Xã Catawissa (tiếng Anh: Catawissa Township) là một xã thuộc quận Columbia, tiểu bang Pennsylvania, Hoa Kỳ. Năm 2010, dân số của xã này là 932 người.